# Susan Alfond
Susan Gail Alfond (nascida em 1946) é uma investidora, filantropa e bilionária norte-americana.

## Biografia
Alfond nasceu numa família judia, filha de Dorothy (nascida Levine) e Harold Alfond. O seu pai fundou a Dexter Shoe Company em 1958 e vendeu-a para Warren Buffett em 1993 por US$ 433 milhões em acções da Berkshire Hathaway. A Forbes lista-a como a pessoa mais rica do Maine.
Alfond tem três filhos, Emily Pearl, Daniel Pearl e David Pearl. Ela mora em Scarborough, Maine.